# اوسره ناویشتات
اوسره ناویشتات (به آلمانی: Äußere Neustadt) یک منطقهٔ مسکونی در آلمان است که در درسدن واقع شده‌است. اوسره ناویشتات ۱۴٬۹۴۱ نفر جمعیت دارد.